# Illja Ponomarenko
Illja Ponomarenko (ukrainisch Ілля Пономаренко; * 25. Februar 1992) ist ein ukrainischer Journalist und Kriegsreporter.

## Werdegang
Ponomarenko wuchs in Wolnowacha auf und studierte an der Staatlichen Universität Mariupol.
Er studierte internationale Beziehungen als im Kampf um Mariupol 2014 die Stadt durch von Russland unterstützte Kräfte besetzt wurde. In dieser Zeit begann er, für BBC Radio über die Zusammenstöße zu berichten.
Er schrieb für die Wochenzeitung Kyiv Post, doch verließ er diese nach einer abrupten Umstrukturierung und zeitweisen Einstellung des Blattes. Er gründete danach mit einem Team von Journalisten das Medium The Kyiv Independent.
Er erlangte zu Beginn des russischen Überfalls auf die Ukraine 2022 größere Bekanntschaft. In dieser Zeit suchten viele Leute nach Informationen von Personen vor Ort und in der Folge stieg seine Followerzahl auf Twitter auf über eine Million. Seither gab er regelmäßig Interviews in internationalen Medien und schrieb Meinungsbeiträge, zum Beispiel für die norwegische Zeitung Aftenposten.